# Castillo de Tabernas
El castillo o alcazaba de Tabernas se construyó en el siglo XI durante la época de dominación árabe. Construido en un estilo nazarí, se encuentra ubicado en lo alto de un cerro en las afueras del municipio de Tabernas, Almería. Aunque en su origen ocupaba la totalidad del cerro, actualmente solo se conserva en parte debido a la Guerra de independencia española. Alberga una superficie de 23 000 metros cuadrados.
Fue declarado Bien de Interés Cultural con la categoría de Monumento por la Resolución de 29 de junio de 1985. Su propiedad la ostenta el Ayuntamiento de Tabernas y puede visitarse libremente, ofreciendo unas espléndidas vistas de todo el municipio.

## Historia
La alcazaba tiene su origen en el Imperio almohade, aunque alcanzó su tuvo mayor ocupación durante el Reino nazarí de Granada, cuando llegó a ser la segunda alcazaba de la actual provincia de Almería y un foco de resistencia muy importante en las luchas internas del estado nazarí. Fue el alcázar de El Zagal, Abū `Abd Allāh, penúltimo rey nazarí, en cuya búsqueda vinieron los Reyes Católicos para resolver la entrega de la plaza de Almería.
El castillo fue entregado a los cristianos en 1489 y, en diciembre de ese año, los Reyes Católicos pernoctaron en él unas jornadas y Fernando el Católico partió de la fortaleza para tomar la ciudad de Almería, tras lo cual se firmaron ese año en el castillo las Capitulaciones de Almería. Posteriormente, fue de nuevo residencia durante tres días de los reyes cuando se dirigían hacia Granada para firmar las Capitulaciones de Granada. El castillo de Tabernas se encontraba en 1522 en un estado lamentable y ruinoso. En 1560 fue solicitada por las autoridades de Almería al emperador Carlos V la reparación del mismo. En plena guerra contra los moriscos, Juan de Austria visitó Tabernas un día y ordenó a la guarnición que dejó allí el cierre de los portillos con muros, quedando al final de siglo esta fortaleza totalmente abandonada.
En los años 1970 a causa del rodaje de la película Patton se destruyó una de las puertas de entrada y se descubrió al pie del castillo una necrópolis árabe, donde se encontraron al menos siete tumbas. Este nos ofrece una espléndida vista panorámica del paisaje desértico de Tabernas donde las tierras baldías o montes pelados se elevan majestuosamente semejando un ilusorio paisaje lunar.
En 2021 comenzaron una serie de restauraciones para proteger y musealizar el castillo, reencontrándose en su fase 1 un antiguo aljibe andalusí en muy buen estado que fue tapiado a finales de los años 1970 para evitar vandalismos, aunque se desconocía su ubicación.

## Pasadizos
Entre las leyendas del castillo se encuentran las que hacen alusión a los numerosos pasadizos secretos que comunican la fortaleza con diversos puntos de la localidad como son la rambla de Oscayar y los molinos. Se cree que esta construcción fue volada por los propios moriscos cuando la dieron por perdida ante las tropas cristianas, lo cual pudiera ser factible dado el avanzado estado ruinoso en el que se encuentra.